# Летње олимпијске игре 1924.
VIII Олимпијске игре 1924. године су одржане у Паризу, граду у Француској. Град Париз је изабран од стране МОК-а у конкуренцији преосталих градова кандидата: Амстердама, Берлина, Лос Анђелеса, Рио де Жанеира и Рима. Ово су биле задње Игре за време којих је председник МОК био Пјер де Кубертен. Као пратећа манифестација овим играма одржан је и 'Међународна недеља зимских спортова', и то од 25. јануара до 5. фебруара 1924. године, који је касније од стране МОК-а означен као Зимске олимпијске игре 1924..
Од посебности на овим Играма треба истакћи да је као деоница маратонске трке одабрана дистанца 42 km и 195 m, иста она која се трчала на Играма у Лондону 1908., а од Игара у Паризу постаје стандардна дужина свих маратона.
Од такмичара, посебно се памте атлетичари на средњим и дугим стазама из Финске: Паво Нурми који је победио у тркама на 1.500 m и 5.000 m (које су одржане у размаку од једног сата!) и у крос трци. Вил Ритола је победио на 10.000 m и 3.000 m са препонама, док је био други на 5.000 m и у крос трци иза Нурмија. Албин Стенрос је победио у маратону, док је финска екипа (са Нурмијем и Ритолом) победила у екипним тркама на 3.000 m и крос трци. Због тога је та сјајна генерација тркача касније била позната под називом „летећи Финци“. Запажене су биле и три златне медаље које освојио пливач Џони Вајсмилер (чему је додао и бронзу у ватерполу), пет медаља, од чега 3 златне, мачеваоца Роџера Дукрета из Француске.

## Списак спортова
| - Атлетика (детаљи) - Бокс - Бициклизам (детаљи) - Дизање тегова - Рвање - Једрење - Коњички спорт - Мачевање - Модерни петобој |  | - Фудбал - Поло - Рагби - Гимнастика - Стрељаштво - Пливање и ватерполо (акватика) - Тенис - Веслање |

## Земље учеснице
| - Аргентина - Аустралија - Аустрија - Белгија - Бугарска - Бразил - Чехословачка - Чиле - Данска - Еквадор - Египат - Естонија - Финска - Филипини - Француска | - Уједињено Краљевство - Грчка - Хаити - Индија - Ирска - Италија - Јапан - Јужноафричка Унија - Канада - Краљевина Срба, Хрвата и Словенаца - Куба - Летонија - Литванија - Луксембург - Мађарска | - Мексико - Монако - Холандија - Нови Зеланд - Норвешка - Пољска - Португал - Румунија - САД - Шпанија - Шведска - Швајцарска - Турска - Уругвај |

## Биланс медаља
(Медаље земље домаћина посебно истакнуте)
| Олимпијске игре 1924. |                      |       |        |        |        |
| Пласман               | Држава               | Злато | Сребро | Бронза | Укупно |
| 1                     | Сједињене Државе     | 45    | 27     | 27     | 99     |
| 2                     | Финска               | 14    | 13     | 10     | 37     |
| 3                     | Француска            | 13    | 15     | 10     | 38     |
| 4                     | Уједињено Краљевство | 9     | 13     | 12     | 34     |
| 5                     | Краљевина Италија    | 8     | 3      | 5      | 16     |
| 6                     | Швајцарска           | 7     | 8      | 10     | 25     |
| 7                     | Норвешка             | 5     | 2      | 3      | 10     |
| 8                     | Шведска              | 4     | 13     | 12     | 29     |
| 9                     | Холандија            | 4     | 1      | 5      | 10     |
| 10                    | Белгија              | 3     | 7      | 3      | 13     |
| 11                    | Аустралија           | 3     | 1      | 2      | 6      |
| 12                    | Данска               | 2     | 5      | 2      | 9      |
| 13                    | Мађарска             | 2     | 3      | 4      | 9      |
| 14                    | Краљевина СХС        | 2     | 0      | 0      | 2      |
| 15                    | Чехословачка         | 1     | 4      | 5      | 10     |
| 16                    | Аргентина            | 1     | 3      | 2      | 6      |
| 17                    | Естонија             | 1     | 1      | 4      | 6      |
| 18                    | Јужноафричка Унија   | 1     | 1      | 1      | 3      |
| 19                    | Уругвај              | 1     | 0      | 0      | 1      |
| 20                    | Аустрија             | 0     | 3      | 1      | 4      |
| 20                    | Канада               | 0     | 3      | 1      | 4      |
| 22                    | Пољска               | 0     | 1      | 1      | 2      |
| 23                    | Хаити                | 0     | 0      | 1      | 1      |
| 23                    | Јапан                | 0     | 0      | 1      | 1      |
| 23                    | Нови Зеланд          | 0     | 0      | 1      | 1      |
| 23                    | Португалија          | 0     | 0      | 1      | 1      |
| 23                    | Румунија             | 0     | 0      | 1      | 1      |
|                       | Укупно               | 126   | 127    | 125    | 378    |